# Brotas
Brotas es una freguesia portuguesa del concelho de Mora, con 83,15 km² de superficie y 543 habitantes (2001). Su densidad de población es de 6,5 hab/km².